# Meg Gardiner

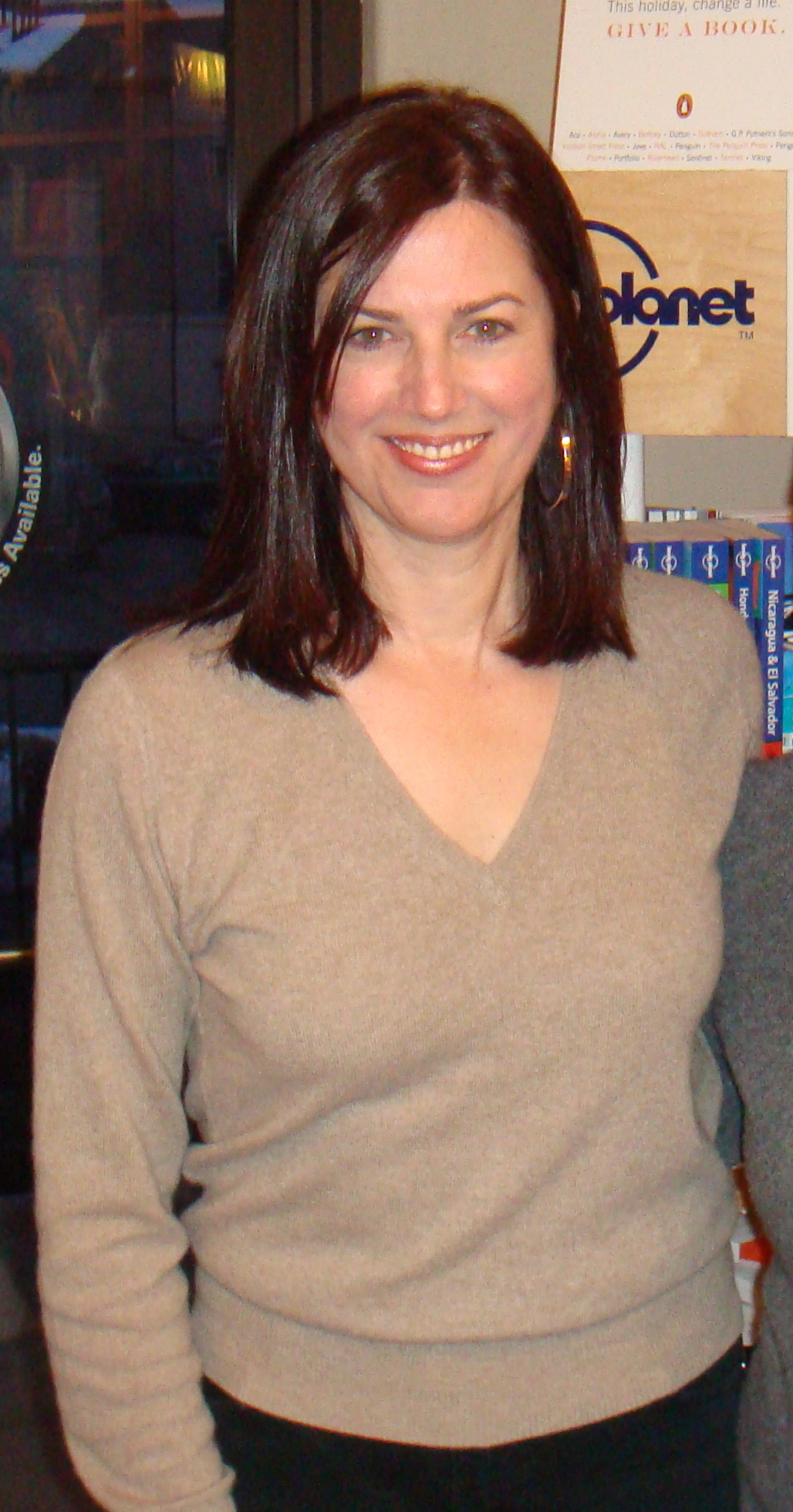
Meg Gardiner (2009)

Meg Gardiner (* 15. Mai 1957 in Oklahoma) ist eine US-amerikanische Schriftstellerin.

## Leben
Sie wuchs mit zwei Schwestern und einem Bruder in Santa Barbara (Kalifornien) auf.
2002 veröffentlichte sie ihren ersten Krimi.
Heute lebt sie mit ihrem Mann, Paul Shreve, und ihren drei Kindern in Cobham (Surrey) in der Nähe von London.

## Werke
Die Hauptperson in den ersten fünf Romanen ist die Anwältin Evan Delaney. Die Protagonistin in den folgenden vier Büchern ist die forensische Psychiaterin Jo Beckett.
Evan Delaney – Serie
- China Lake (2002) (dt. von Stefan Rohmig Gottesdienst. Heyne, München 2008, ISBN 978-3-453-67553-7)
- Mission Canyon (2003) (dt. von Imke Walsh-Araya Rachsucht. Heyne, München 2009, ISBN 978-3-453-43321-2)
- Jericho Point (2004) (dt. von Imke Walsh-Araya Gefürchtet. Heyne, München 2009, ISBN 978-3-453-43322-9)
- Crosscut (2005) (dt. von Bea Reiter Schmerzlos. Heyne, München 2008, ISBN 978-3-453-43320-5)
- Kill Chain (2006) (dt. von Imke Walsh-Araya Vermisst. Heyne, München 2008, ISBN 978-3-453-43323-6)

Jo Beckett – Serie
- The Dirty Secrets Club (2008) (dt. von Friedrich Mader Die Beichte. Heyne, München 2008, ISBN 978-3-453-26593-6)
- The Memory Collector (2009) (dt. von Friedrich Mader Die Strafe. Heyne, München 2009, ISBN 978-3-453-26596-7)
- The Liar's Lullaby (2010) (dt. von Friedrich Mader Die Buße. Heyne, München 2010, ISBN 978-3-453-26656-8)
- The Nightmare Thief (2012) (dt. von Friedrich Mader Todesmut. Heyne, München 2012, ISBN 978-3-453-26676-6)

Unsub – Serie
- Unsub (2017)
- Into the Black Nowhere (2018)
- The Dark Corners of the Night (2020)

Einzelwerke
- Ransom River (2012) (dt. von Friedrich Mader Die Zeugin, Heyne, München 2013, ISBN 978-3-453-41056-5)
- The Shadow Tracer (2013) (dt. von Ulrike Clewing Die Spur des Todes, Heyne, München 2014, ISBN 978-3-453-41059-6)
- Phantom Instinct (2014)
- Heat 2 (2022) (In Zusammenarbeit mit Michael Mann. Dt. von Wolfgang Thon. HarperCollins, Hamburg 2022, ISBN 978-3-365-00228-5)

## Hörbücher
- Brigitte – Starke Stimmen – Die Krimis Band 09: Hannah Herzsprung liest Die Beichte. Random House Audio, Köln 2009, ISBN 978-3-8371-0086-0

## Auszeichnungen
- 2008 Romantic Times Reviewers' Choice Award für Best Procedural Novel: The Dirty Secrets Club (Die Beichte)
- 2009 Edgar Allan Poe Award für Bester Roman als Originaltaschenbuch: China Lake (Gottesdienst)